# 327-я стрелковая дивизия (2-го формирования)
327-я стрелковая дивизия — воинское соединение Вооружённых Сил СССР в Великой Отечественной войне

## История
Формирование 327 -й стрелковой дивизии второго формирования начато согласно приказу 60-й Армии 1-го Украинского фронта № ОУ/0026 от 29.4.1944 года.
Формирование проводилось при 28-м стрелковом корпусе из 156-го Укрепленного Района.
ВРИО командира дивизии генерал - майор Козик.
327 дивизия, согласно приказу 60 Армии, в составе 154, 159, 162 стрелковых полков, 355 артполка, 104 отдельного противотанкового дивизиона, 150 отделения разведсредств, 263 отдельной роты связи, 409 отд. хим. роты, 283 отдельного саперного батальона дислоцируется в районе Блиски, Гайе, Подлиски - Тернопольская область, Западная Украина .
Формирование, доукомплектование, учеба проводились до конца мая 1944 года, в это время по Приказу Командующего 60-й армией части и подразделения дивизии, в частности, отдельные роты 154, 159 полков, ведут борьбу с остатками бандформирований.
По приказу Ставка Верховного Главнокомандования дивизия с 5.6 по 16 6.1944 года производит передислокацию в район Карпина Гора, Исаково, Прокшино (Новгородская область) и входит в состав 7-й армии Карельского фронта (Карельский фронт). В боевых действиях дивизия участия не принимает, занимается боевой подготовкой применительно к условиям Карельского фронта.
355 артполк дивизии направлен в подчинение 272 стрелковой дивизии и участвует в прорыве финской обороны на реке Свирь в начавшейся Свирско - Петрозаводской операции (Свирско-Петрозаводская операция) Карельского фронта 
25.6.1944 года по приказу Ставки Верховного Главнокомандования дивизия передислоцируется на Карельский перешеек в район Муола (в настоящее время Правдино (Красносельское сельское поселение) Выборгского района Ленинградской области).
С 3.7.1944 года дивизия в подчинении 94 стрелкового корпуса в резерве Ленфронта.
9.7.1944 года 327 сд переходит в подчинение 6-го стрелкового корпуса 23-й армии (23-я армия (СССР)) и принимает участие в сражении на реке Вуоксе (  река Вуокса)  (также называемое бои за Вуосалми) – продолжении Выборгской наступательной операции Ленинградского фронта.
К 12.7.1944 года 23-я армия силами 142-й стрелковой дивизии(142-я стрелковая дивизия), 10-й (10-я стрелковая дивизия) и 92-й стрелковых дивизий с частями усиления захватила плацдарм на левом берегу реки Вуокса.
13.07.1944 года Военным Советом Ленинградского фронта командованию 23-й армии передана Директива 76/оп, в которой предписывалось переправить на левый берег реки Вуокси 6 –й стрелковый корпус и с утра 15.7 1944 г. начать наступление с целью выйти на рубеж Вуоксен — Вирта с последующим развитием удара с овладением рубежом Райсяля, Инкеля, Антреа.
Согласно Боевому приказу № 0027 6 стрелкового корпуса от 15.7.1944 года 13-я и 327-я стрелковые дивизии с частями усиления должны были перейти в наступление в ночь на 16.7.1944 года.
13-14.7.1944 года 13 и 327 стрелковые дивизии 6 стрелкового корпуса с частями усиления переправились на плацдарм. 15.7.1944 года в 23 часа Командованию 23 армии передана директива Военного Совета Ленинградского фронта 81/оп прервать наступательные операции с 24.00. 15.7.1944 года и временно перейти к жесткой обороне.
Интенсивные атаки финских войск на позиции дивизий 6-го стрелкового корпуса на плацдарме продолжались до 18.7.1944 года, в дальнейшем бои приняли позиционный характер с артиллерийскими обстрелами.
Потери 327 дивизии в боях на плацдарме с 15.7. по 19.7 1944 года по записи в Журнале боевых действий дивизии и по имеющимся на ОБД Мемориал Донесениям о безвозвратных потерях 327 сд составили 256 человек убитыми, 1331 ранеными.

С 19.7.1944 года дивизия передает свой рубеж обороны на плацдарме частям 13 стрелковой дивизии и начинает передислокацию на правый берег реки Вуокса, где занимает новый рубеж обороны в районе Пеллякеля (в настоящее время посёлок Барышево (Ленинградская область)), островов на реке Вуокса - Васикка - Сари (остров Телячий), Руоко - Сари.
После окончания боевых действий с Финляндией 5.9.1944 года и подписания Московского перемирия 19 сентября 1944 года 327 стрелковая дивизия в составе 6-й стрелкового корпуса 23-й армии выполняла задачу по охране государственной границы с Финляндией.
С 22.12 1944 года 6 стрелковый корпус в составе 3-х дивизий (включая 327 сд) передан в состав 8 армии для обороны южного побережья Финского залива.
До 16.4.1945 года дивизия находилась в составе 6 стрелкового корпуса на охране побережья Финского и Рижского заливов, Балтийского моря, островов Моонзундского архипелага (Моонзундский архипелаг).
С 16.4.1945 года 6 стрелковый корпус, в состав которого входила 327 стрелковая дивизия, передан в резерв Ленинградского фронта и передислоцирован в район города Салантай во время подготовки к проведению операции по уничтожению Курляндского котла (Курляндский котёл). Эта операция в связи с окончанием Великой Отечественной войны не была проведена.
1.6.1945 года 327 стрелковая дивизия вместе с частями 6-го стрелкового корпуса передислоцируется в район озера Плателяй (Литовская ССР), где находится до осени 1945 года. Осенью 1945 года начинается вывод 6-го стрелкового корпуса к новому месту дислокации в Сталинграде.
Расформирована 327 стрелковая дивизия весной 1946 года.

## Состав
- 154-й стрелковый полк
- 159-й стрелковый полк
- 162-й стрелковый полк
- 355-й артиллерийский полк
- 104-й отдельный истребительно-противотанковый дивизион
- 150-я разведывательная рота
- 283-й сапёрный батальон
- 727-й отдельный батальон связи (263-я отдельная рота связи)
- 416-й медико-санитарный батальон
- 409-я отдельная рота химической защиты
- 396-я автотранспортная рота
- 185-я полевая хлебопекарня
- 754-й дивизионный ветеринарный лазарет
- 1811-я полевая почтовая станция
- 1871-я полевая касса Госбанка[5]

## Подчинение
| Дата            | Фронт (округ)        | Армия      | Корпус (группа)        | Примечания               |
| --------------- | -------------------- | ---------- | ---------------------- | ------------------------ |
| 01.05.1944 года | 1-й Украинский фронт | 60-я армия | 28-й стрелковый корпус | -                        |
| 01.06.1944 года | 1-й Украинский фронт | 60-я армия | 94-й стрелковый корпус | -                        |
| 01.07.1944 года | Карельский фронт     | 7-я армия  | 94-й стрелковый корпус | -                        |
| 01.08.1944 года | Ленинградский фронт  | 23-я армия | 6-й стрелковый корпус  | -                        |
| 01.09.1944 года | Ленинградский фронт  | 23-я армия | 6-й стрелковый корпус  | -                        |
| 01.10.1944 года | Ленинградский фронт  | 23-я армия | 6-й стрелковый корпус  | -                        |
| 01.11.1944 года | Ленинградский фронт  | 23-я армия | 6-й стрелковый корпус  |                          |
| 01.12.1944 года | Ленинградский фронт  | 23-я армия | 97-й стрелковый корпус | -                        |
| 01.01.1945 года | Ленинградский фронт  | -          | 6-й стрелковый корпус  | -                        |
| 01.02.1945 года | Ленинградский фронт  | 8-я армия  | 6-й стрелковый корпус  |                          |
| 01.03.1945 года | Ленинградский фронт  | 8-я армия  | 6-й стрелковый корпус  | -                        |
| 01.04.1945 года | Ленинградский фронт  | 8-я армия  | 6-й стрелковый корпус  | Курляндская группа войск |
| 01.05.1945 года | Ленинградский фронт  | 8-я армия  | 6-й стрелковый корпус  | Курляндская группа войск |

## Командиры
- Козик, Емельян Васильевич (29.04.1944 — 10.05.1945), генерал-майор;
- Рогозин, Михаил Антонович (26.04.1945 — 03.05.1945), полковник;
- Алексеев, Зиновий Нестерович (10.05.1945 — 03.1946), генерал-майор

## Начальники штаба
- Гвардии подполковник  Порхун Александр Максимович
- Полковник  Рогозин Михаил Антонович
- Гвардии полковник Калугин Михаил Тимофеевич

## Памятники и мемориалы

Памятник воинам 23-й армии Ленинградского фронта

- На памятнике  воинам 23-й армии Ленинградского фронта, участвовавшим в боях в июле 1944 года на реке Вуокса,  установленном после окончания боевых действий по решению Военного Совета 23-й армии  около посёлка   Барышево  Выборгского района Ленинградской области,  есть мемориальная  плита, посвящённая воинам  327 -й стрелковой дивизии.